# Pioniersorganisatie Ernst Thälmann

Embleem van de organisatie

De Pioniersorganisatie Ernst Thälmann, vernoemd naar de voormalige voorzitter van de Communistische Partij van Duitsland (KPD), Ernst Thälmann, was de jeugdbeweging van de Duitse Democratische Republiek (DDR). Een groot deel van de kinderen, oplopend van de helft in 1959 tot 98% in 1989, was lid van de Pioniersorganisatie Ernst Thälmann. De Pioniersorganisatie, die deel uitmaakte van de Freie Deutsche Jugend (FDJ), werd opgericht op 13 december 1948 en in augustus 1990 opgeheven. De 13e december werd in de DDR als Pioniergeburtstag gevierd.
De Pioniersorganisatie was een onderdeel van het systeem dat kinderen in de DDR moest opvoeden tot socialistische modelburgers. Na de Pioniersorganisatie volgde normaliter het lidmaatschap van de FDJ, voor studenten een leergang marxisme-leninisme en voor de werkenden een lidmaatschap van de Freie Deutschen Gewerkschaftsbund (FDBG).
De Pioniersorganisatie Ernst Thälmann bestond uit twee onderdelen:
1. de Jungpioniere, voor kinderen uit de eerste tot en met de derde klas (van 6 tot 10 jaar)
2. de Thälmann-Pioniere, voor kinderen uit de vierde tot en met de zevende of achtste klas (van 9/10 tot 13/14 jaar)

Formeel was het lidmaatschap van de jeugdorganisatie vrijwillig, maar zeker aan het eind van de DDR waren vrijwel alle kinderen lid.

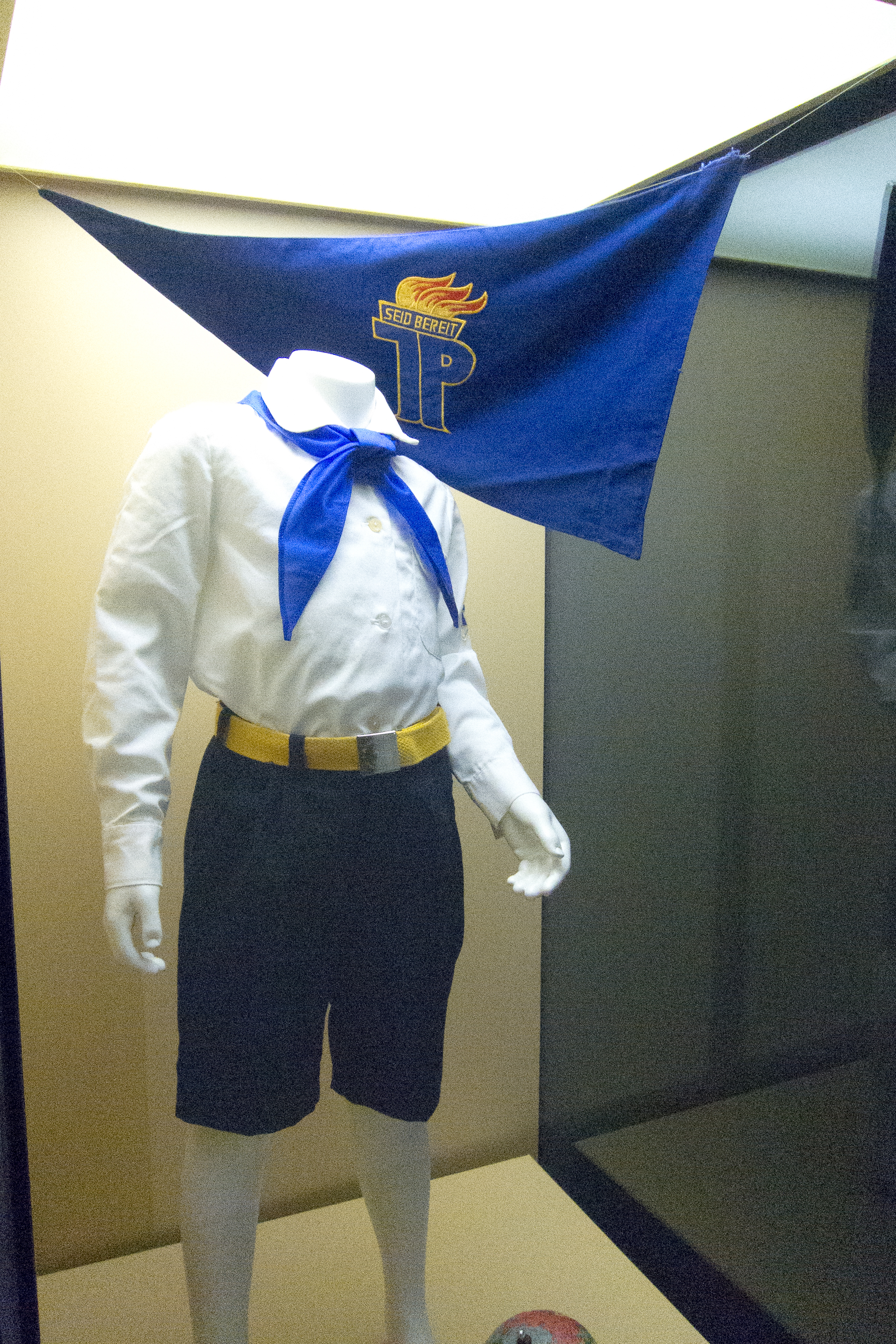
Uniform van de Jungpioniere
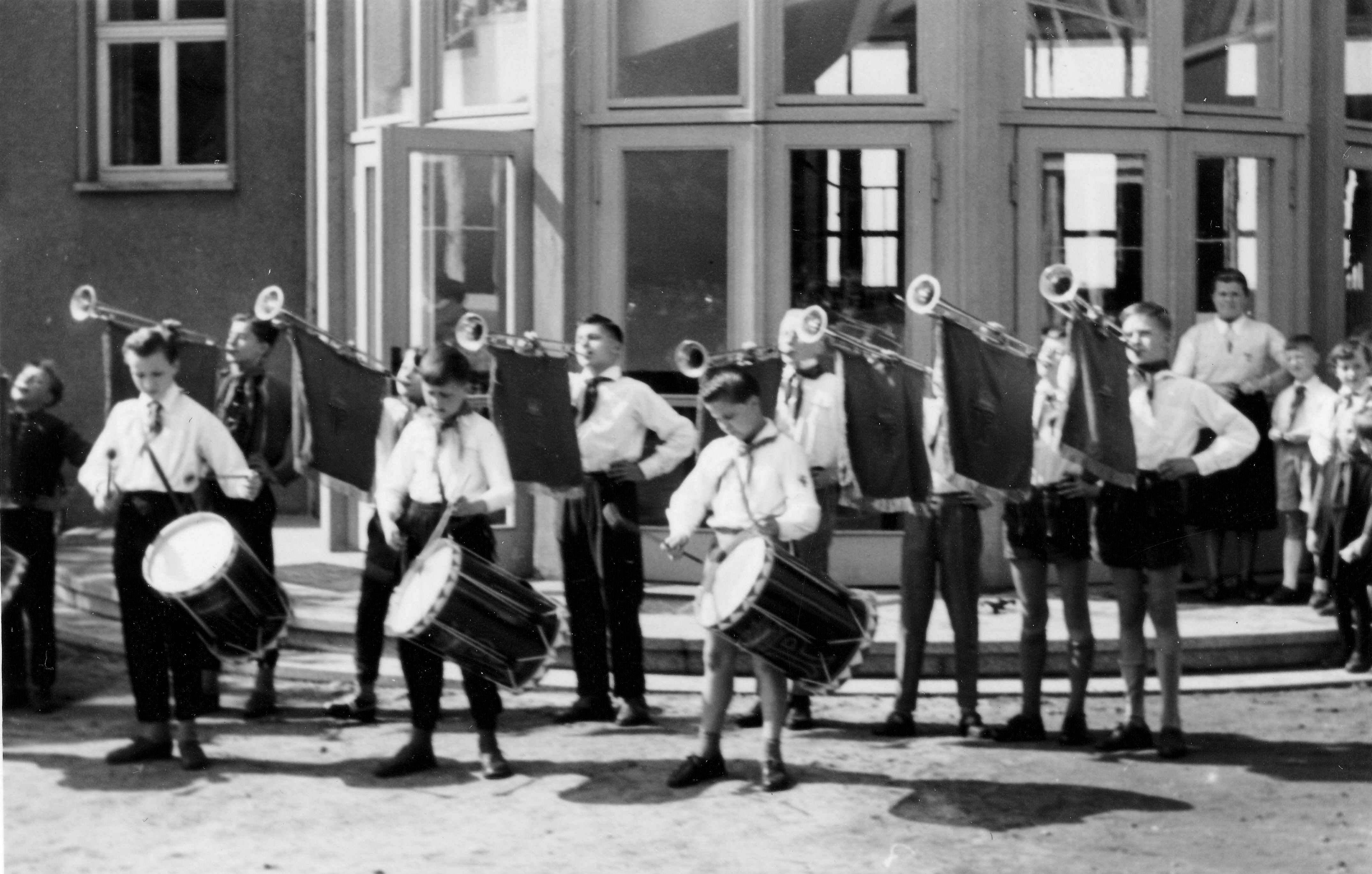
Fahnenappell van de Jungpioniere in 1960

## Geboden van de Jungpioniere
De Jungpioniere kenden een aantal geboden, die ook op hun lidmaatschapskaart stonden. Het was de opdracht voor de Jungpioniers om zich naar deze geboden te gedragen.
- Wij Jungpioniere houden van onze Duitse Democratische Republiek
- Wij Jungpioniere houden van onze ouders
- Wij Jungpioniere houden van de vrede
- Wij Jungpioniere zijn bevriend met de kinderen uit de Sovjet-Unie en alle andere landen
- Wij Jungpioniere leren hard, zijn netjes en gedisciplineerd
- Wij Jungpioniere hebben respect voor alle werkende mensen en helpen overal ijverig mee
- Wij Jungpioniere zijn goede vrienden en helpen elkaar
- Wij Jungpioniere zingen en dansen, spelen en knutselen graag
- Wij Jungpioniere doen aan sport en houden ons lichaam schoon en gezond
- Wij Jungpioniere dragen met trots onze blauwe das

We bereiden ons erop voor, goede Thälmannpioniere te worden.

## Wetten van de Thälmannpioniere
De Thälmannpioniere hadden hun eigen wetten. Die waren uitgebreider dan de geboden van de Jungpioniere, maar de strekking is vrijwel hetzelfde. De Nederlandse vertaling van deze wetten luidt als volgt:
- Wij Thälmannpioniere houden van ons socialistische vaderland, de Duitse Democratische Republiek.
In woord en daad kiezen we altijd en overal partij voor onze arbeiders- en boerenstaat, die een wezenlijk onderdeel van de socialistische statengemeenschap is.
- Wij Thälmannpioniere dragen met trots onze rode das en houden deze in ere.
Onze rode das is een onderdeel van de vlag van de arbeidersklasse. Voor ons Thälmannpioniere is het een grote eer, de rode das als uiterlijk teken van onze nauwe verbondenheid met de arbeidersklasse en hun partij, de Sozialistische Einheitspartei Deutschlands, te dragen.
- Wij Thälmannpioniere houden van onze ouders en hebben respect voor ze.
We weten dat we onze ouders veel te danken hebben. 
We volgen hun advies op en helpen hen altijd. We willen bewuste vormgevers van de socialistische samenleving worden.
- Wij Thälmannpioniere houden van de vrede en beschermen die, en we haten oorlogsvoerders.
Door hard te leren en goede daden te doen, versterken we het socialisme en helpen de vredesmachten over de hele wereld. We treden altijd en overal op tegen de ophitsing en de leugens van de imperialisten.
- Wij Thälmannpioniere zijn vrienden van de Sovjet-Unie en alle socialistische broedervolken en zijn bevriend met alle kinderen van de wereld.
De vriendschap met de Sovjet-Unie is het belangrijkste. De Leninpioniere zijn onze beste vrienden. We werken nauw samen met de Pioniers van de socialistische landen en alle vooruitstrevende kinderorganisaties in de wereld. We zijn solidair met alle om hun vrijheid en nationale onafhankelijkheid strijdende volken.
- Wij Thälmannpioniere studeren hard, zijn netjes en gedisciplineerd.
We verwerven grondige kennis en vaardigheden en zijn voorstanders van orde, discipline en netheid.
We zorgen ervoor dat iedereen eerlijk leert, zijn kennis toepast en zijn woorden en daden met elkaar in overeenstemming zijn.
Zo bereiden we ons op het leven en het werken in de socialistische samenleving voor.
- Wij Thälmannpioniere houden van werk en respecteren elk soort werk en alle werkende mensen.
We leren van de arbeiders, collectieve boeren en andere werkenden en helpen nu al met het werk mee waar dat nodig is. We beschermen het publieke eigendom.
- Wij Thälmannpioniere houden van de waarheid, zijn betrouwbaar en zijn elkaars vrienden.
We streven er altijd naar de waarheid te kennen, en staan voor het socialisme. We voldoen aan de aan ons toebedeelde taken en blijven trouw aan ons Pionierwoord. We zorgen ervoor, dat onze groep een hechte gemeenschap wordt, en helpen elke andere scholier kameraadschappelijk.
- Wij Thälmannpioniere maken ons vertrouwd met techniek, onderzoeken de natuurwetten en leren de schatten van de cultuur kennen.
We zijn geïnteresseerd in de nieuwigheden op het gebied van wetenschap en techniek. We nemen aan natuurwetenschappelijk-technische werkzaamheden deel, zijn kunstzinnig actief, bevorderen onze talenten en bewijzen ons kunnen.
- Wij Thälmannpioniere houden ons lichaam schoon en gezond, sporten regelmatig en zijn vrolijk.
We versterken ons lichaam door sport, spel en toerisme. We zijn geïnteresseerd in de schoonheid van onze omgeving en wandelen graag. We roken niet en drinken geen alcohol.
- Wij Thälmannpioniere bereiden ons erop voor om goede leden van de Freie Deutsche Jugend te worden.
We zijn geïnteresseerd in de geschiedenis van de socialistische jeugdbond en in de daden van de FDJ-leden. Hun uitstekende prestaties zijn ons tot voorbeeld en aanmoediging. We voeren gezamenlijke projecten met hen uit.